# 신혜식
신혜식(申惠植, 1968년 2월 29일~)은 대한민국의 시사평론 작가 겸 인디 미디어 언론인, 사회 운동가이며 유튜브에서 활동 중인 《신의한수》의 대표인 기업인이다.

## 생애

### 일생
그는 인천에서 1남 2녀 중 장남으로 태어나 황해도에서 피난을 내려온 아버지의 반일 감정과 반공주의에 많은 영향을 받았다. 안양공업전문대 전자통신학과를 나온 후 서울 충무로에 컴퓨터 그래픽 학원을 운영하며 한 달에 3000만원 가까이 벌며 청년사업가로 승승장구하다가 건강·레저 출판사를 운영하는 아버지의 요구로 학원을 접고 아버지 회사에 들어간다. 그러나 그가 운영하던 김대중 당시 대통령을 비판하는 안티 DJ 사이트가 사회적으로 논란의 대상이 되었고, 경찰들이 회사에 찾아와 더 이상 회사생활이 어렵다고 판단하여 2000년부터 본격적인 전선에 뛰어든다. 그 첫발로 2000년 7월 민주참여네티즌연대라는 보수우익단체를 만들어 인공기 화형식을 여는 등 화제성 있는 퍼포먼스로 유명세를 탔다. 2002년 인터넷언론이 언론사로 인정되는 등 사회적 영향력이 점차 확대되자 보수 우익 성향의 인터넷신문인 《독립신문》을 창간하였다. 2014년 팟캐스트 방송인 《신의한수》를 제작하고 인터넷신문에서 인터넷 라디오로 플랫폼을 전환하였으며, 2015년 유튜브에 《신의 한 수》 채널을 개설하며 본격적인 인터넷 방송을 시작하게 된다. 박근혜 전 대통령 탄핵정국에서는 각종 집회 및 농성 현장을 생중계하는 게릴라 방송의 형태였으나, 2017년 2월 《신의 한 수》 전용 방송 스튜디오의 개관 이후에는 주로 정치 대담 관련 위주로써 방송을 하고 있다. 2018년부터는 홈쇼핑, 요리, 주말농장, 반려견 등 다양한 엔터테인먼트 컨텐츠를 선보이고 있다.

### 논란 관련 사태
서울중앙지법 형사합의25부(이현승 부장판사)는 2004년 10월 서울시청 앞에서 열린 ‘국가보안법 수호 국민대회’를 주도하며 경찰에게 폭력을 행사한 혐의로 구속기소된 반핵반김 국민협의회 대변인 신혜식에게 "적법한 방법으로 국가보안법 폐지 반대 주장을 알릴 수 있었는데도 무리하게 집회를 주도하다 경찰과 물리적 충돌을 일으킨 잘못이 적지 않다"며 "다만 피고인이 나라 장래를 걱정해 범행을 저지른 점 등을 감안해 집행유예를 선고한다"는 이유로 2004년 12월 31일 열린 선고공판에서 징역 1년 6개 월에 집행유예 2년을 선고했다.
2020년 8월 15일 전광훈 목사가 이끄는 문재인하야범국민투쟁본부의 문재인 대통령 퇴진 시위에 유튜버로 참여한 후 코로나19 양성 판정을 받았고, 8월 19일 보라매병원에서 입원하였다.

### 언론 활동
- 2002년 7월: 《독립신문》 대표 겸 기자
- 2008년 11월: 인터넷문화협회 사무총장
- 2011년 4월: 한국인터넷미디어협회 회장
- 2014년 11월: 인터넷 방송 《신의한수》 대표
- 자유유튜버네트워크포럼 상임공동대표

## 학력
- 중앙고등학교 78회 졸업
- 연성대학교(구 안양전문대학) 전자통신과 전문학사

## 경력
- (주)민초커뮤니케이션 대표
- 《신의한수》 대표
- 《독립신문》 대표
- 인터넷미디어협회 회장
- 민주참여네티즌협회 대표
- 인터넷문화협회 사무총장
- 자유언론인협회 사무총장
- 반핵반김국민협의회 대변인
- 한국자유총연맹 홍보특보
- 밝고힘찬운동본부 운영위원
- 연성대학교 사진동아리 '집게손가락' 10기 섭외부장

## 저서
- 신혜식의 패러디 노무현의 정체 / 조갑제닷컴, 2006

## 진행
- TV조선 《돌아온 저격수다》 패널
- 인터넷 방송 《신의한수》 진행자